# Green (албум)
Green је шести албум групе R.E.M. и први који им је издала кућа Ворнер брадерс. Објављен је почетком новембра 1988. горине.

## Детаљи
Албум Green је трансформисао R.E.M. од бенда који је свирао на школском радију у велику групу. Значајан је и по томе што на њему Питер Бак први пут користи мандолину, која се може чути у три песме.
Велики хитови са овог албума су постале песме „Orange Crush“ и „Stand“. „Pop Song 89“ је такође доживела значајан успех, као и песма „Turn You Inside-Out“ коју су доследно свирали на турнеји којом су промовисали албум. Песма „World Leader Pretend“, коментар Мајкл Стајпа на државну политику САД је била прва песма чије су стихове одштампали на неком од својих албума.
Захваљујући позитивним реакцијама критике и многобројним новостеченим обожаваоцима, албум је стигао до 12. места на америчкој и 27. места на британској топ-листи. Група је имала интензивне турнеје да би промовисала албум током већег дела 1989. године, пре него што је започела са радом на албуму Out of Time који ће потврдити њихов међународни комерцијални пробој.

## Занимљивости
Иако је назив албума Green (у преводу „зелено“), његова насловна страна је наранџасте боје. Разлог за то се крије у чињеници да, кад се наранџаста слика гледа неколико секунди нетремице, па се затим зажмури, на капцима је могуће видети негатив посматране слике који ће бити зелене боје. Када се посматра у негативу, на наведени начин, чини се да насловна страна албума приказује зелену траву. 
Оригинални омоти за албум и касету су, уместо слова „Р“, у наслову албума и називу групе имали број 4. За узврат, уместо песме број 4, у списку песма се налазила песма број „Р“.
Група Грин (Green) је 1990. године објавила ЕП под називом 

## Списак песама
Све песме су написали Бил Бери, Питер Бак, Мајк Милс и Мајкл Стајп.
1. „“ – 3:04
2. „“ – 2:39
3. „“ – 3:41
4. „“ (наведена као песма број R на омоту ЦД-а) – 3:10
5. „“ – 4:17
6. „“ – 3:36
7. „“ – 3:51
8. „“ – 4:16
9. „“ – 3:55
10. „“ – 4:59
11. Без наслова – 3:10